# Wiz Khalifa
Cameron Jibril Thomaz (n. 8 septembrie 1987, Minot, Dakota de Nord, SUA), cunoscut mai bine după numele de scenă Wiz Khalifa, este un rapper, cântăreț, textier și actor american. A debutat în 2006 cu Show and Prove și a semnat cu Warner Bros. Records în 2007. Single-ul său Eurodance, "Say Yeah", a fost difuzat pe radio și a apărut în clasamentele Rhythmic Top 40 și Hot Rap Tracks în 2008.
Khalifa a părăsit Warner Bros. și a lansat al doilea său album, Deal or No Deal, în noiembrie 2009. A lansat mixtape-ul Kush and Orange Juice pentru download gratis în aprilie 2010; apoi a semnat cu Atlantic Records. El mai este bine cunoscut pentru single-ul de debut la Atlantic, "Black and Yellow", care a ajuns pe prima poziție în Billboard Hot 100. Albumul său de debut pentru casa de discuri, Rolling Papers, a fost lansat pe 29 martie 2011. După acest album a urmat O.N.I.F.C. pe 4 decembrie 2012, pe care au apărut single-urile "Work Hard, Play Hard" și "Remember You". Wiz a lansat cel de-al patrulea album, pe 18 august 2014, având ca single principal "We Dem Boyz". În martie 2015 a lansat "See You Again" pentru sountrack-ul filmului Furious 7, cântec ce a ajuns și a rămas pe prima poziție în Billboard Hot 100 pentru 12 săptămâni non-consecutive.

## Tinerețea
Khalifa s-a născut pe 8 septembrie 1987 în Minot, Dakota de Nord, în familia unor militari. Părinții lui au divorțat când Khalifa avea în jur de trei ani. Serviciul militar al părinților a fost cauza mutărilor permanente. Khalifa a trăit în Germania, Marea Britanie și Japonia înainte de a se stabili în Pittsburgh unde a urmat cursuri la Taylor Allderdice High School.
Numele său de scenă este derivat din Khalifa, un cuvânt arabic care înseamnă "urmaș", și wisdom, care a fost scurtat ca Wiz când Khalifa era copil. Khalifa a precizat pentru spinner.com că numele vine și de la faptul că era chemat "tânărul Wiz'' pentru că eram bun la tot ceea ce făceam, și bunicul meu e musulman, așa că el mi-a dat acest nume; el a simțit că asta e ce fac cu muzica mea". La aniversarea vârstei de 17 ani el și-a făcut un tatuaj cu numele său de scenă. Influențele lui muzicale sunt Jimi Hendrix, Camp Lo, The Notorious B.I.G. și Bone Thugs-n-Harmony. Acesta și-a petrecut anii de liceu consumând droguri cu un alt consumator de la CNTL.

### 2009-10: Deal or No Deal și înțelegerea cu Atlantic Records

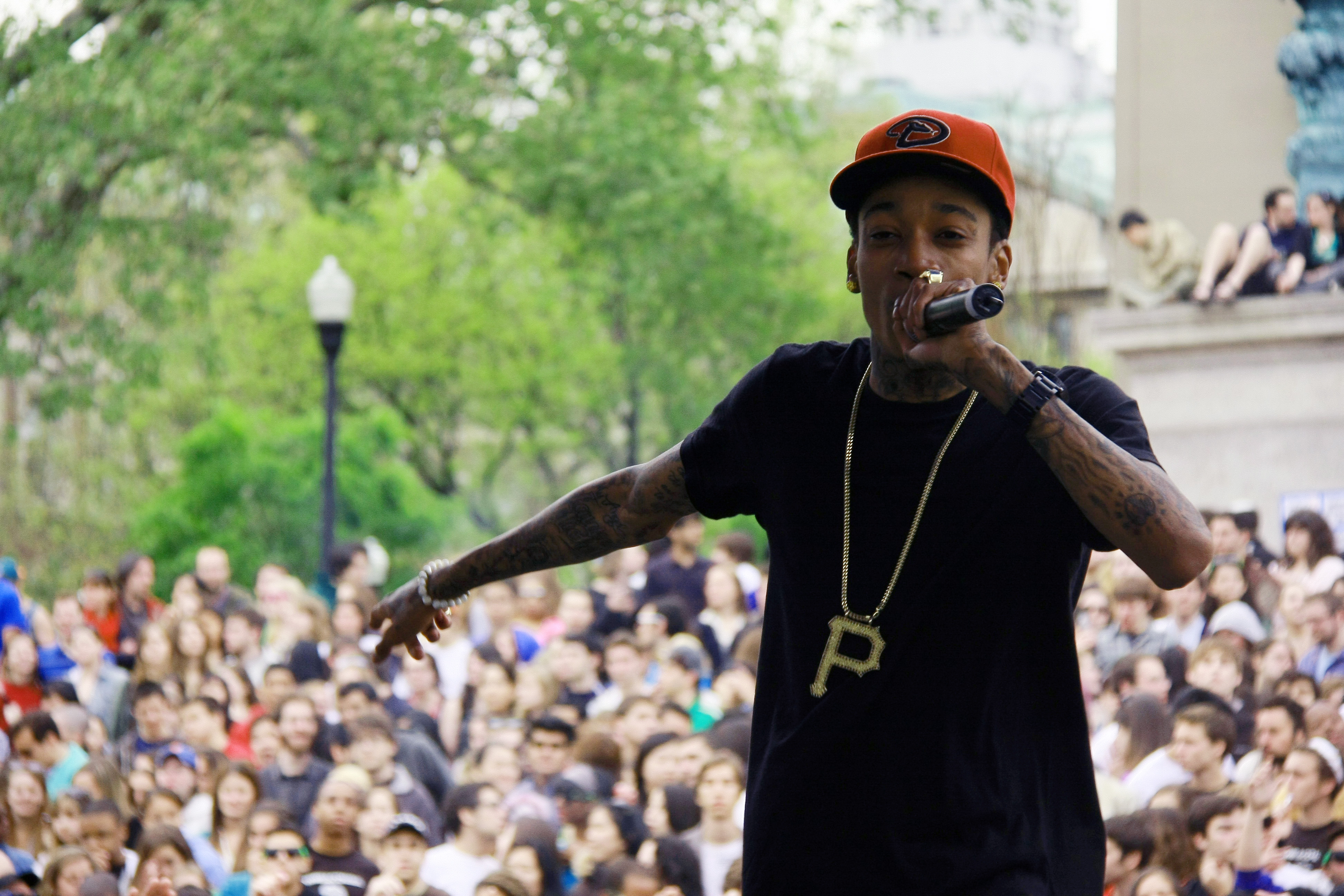
Rapper-ul Wiz Khalifa evoluând la Universitatea Columbia în New York City pe 24 aprilie 2010

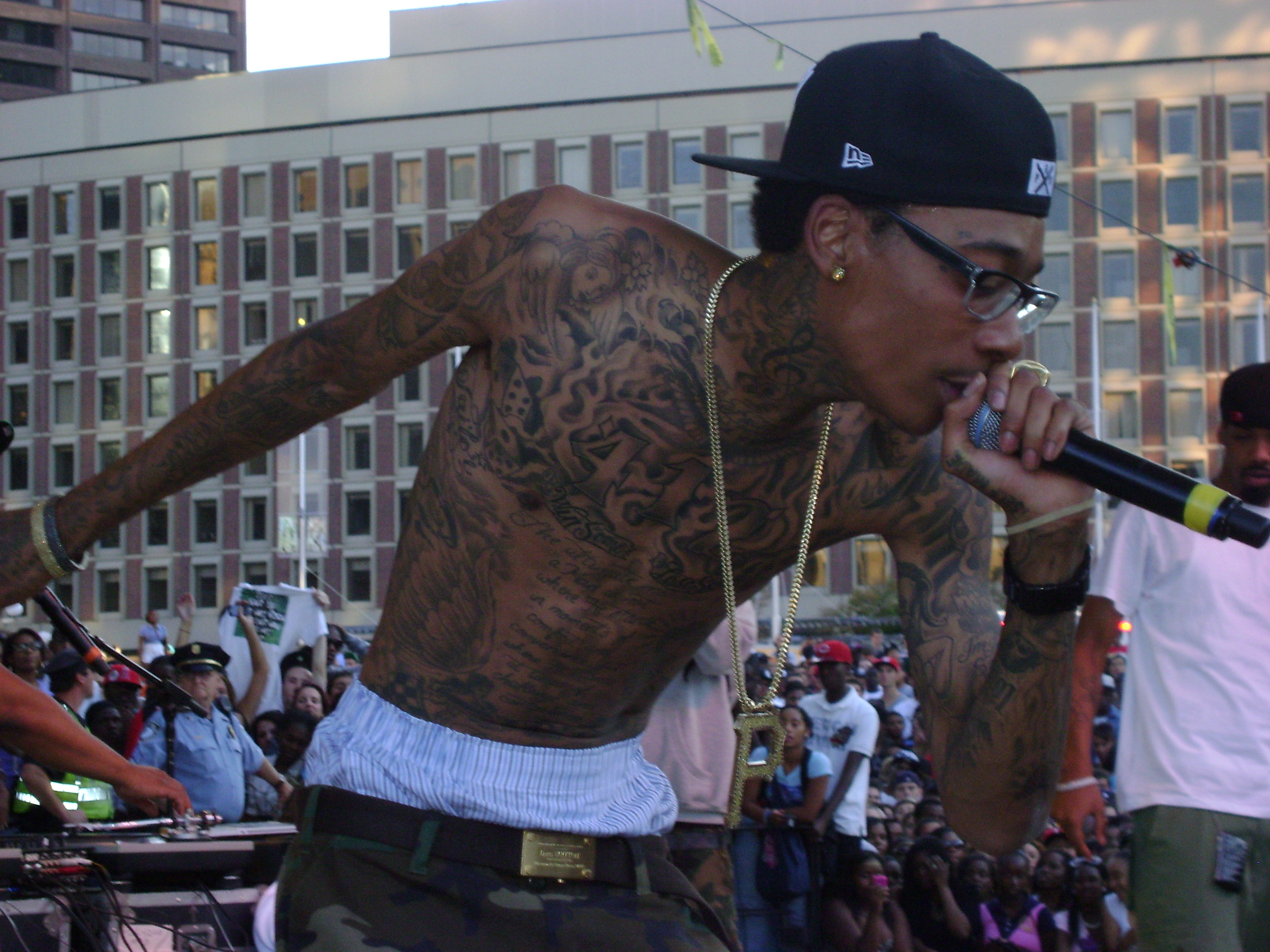
Khalifa la Boston în august 2010.

### 2010-12: Succes comercial, Rolling Papers și O.N.I.F.C.

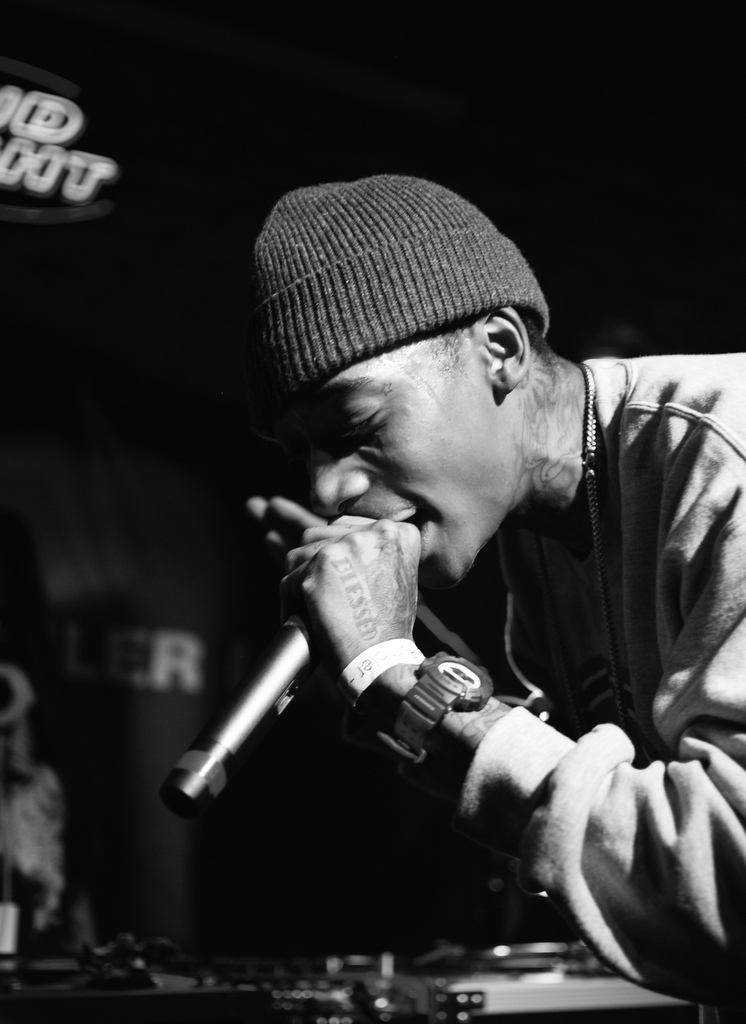
Khalifa la SXSW 2010

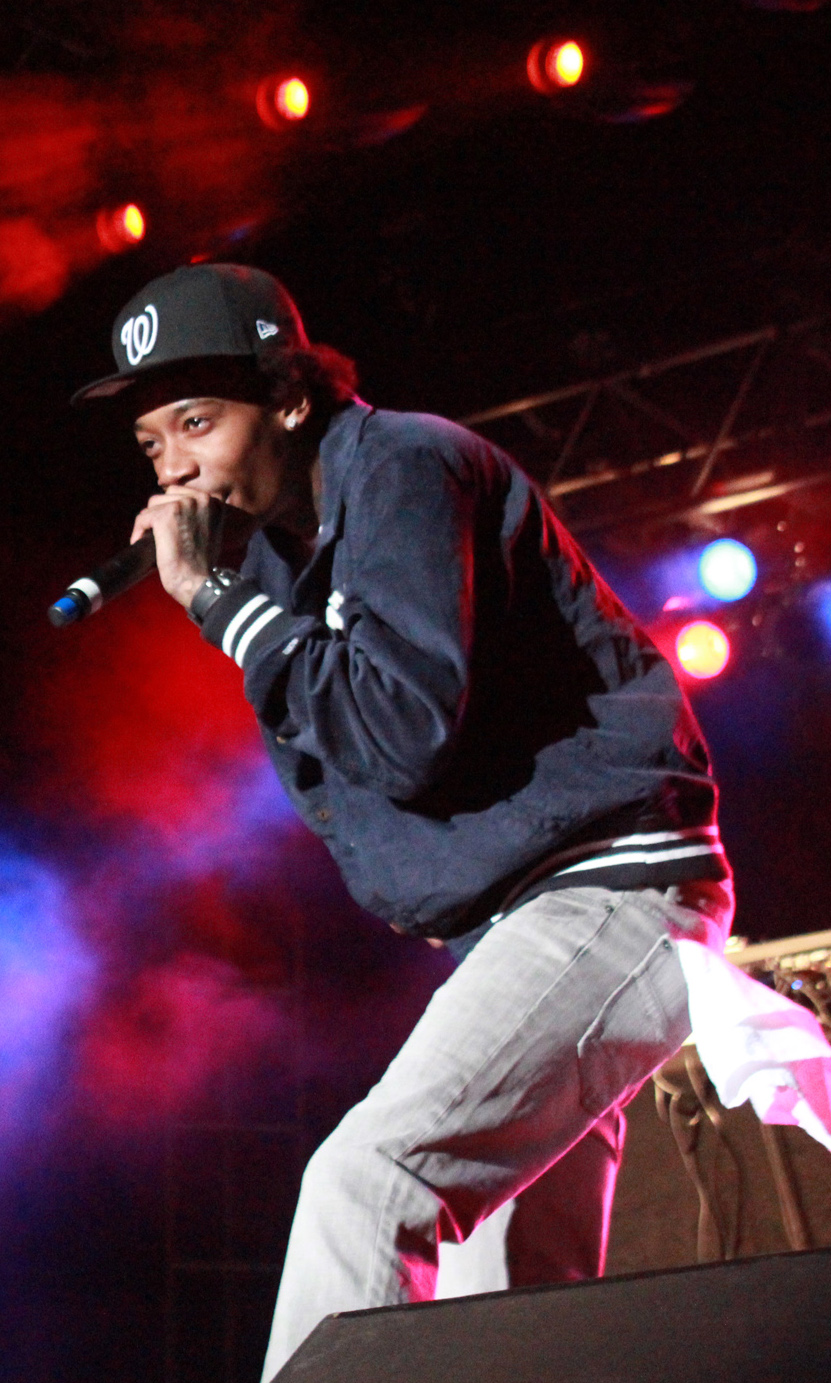
Khalifa la Buffalo în 2011

### 2017: Laugh Now, Fly Later

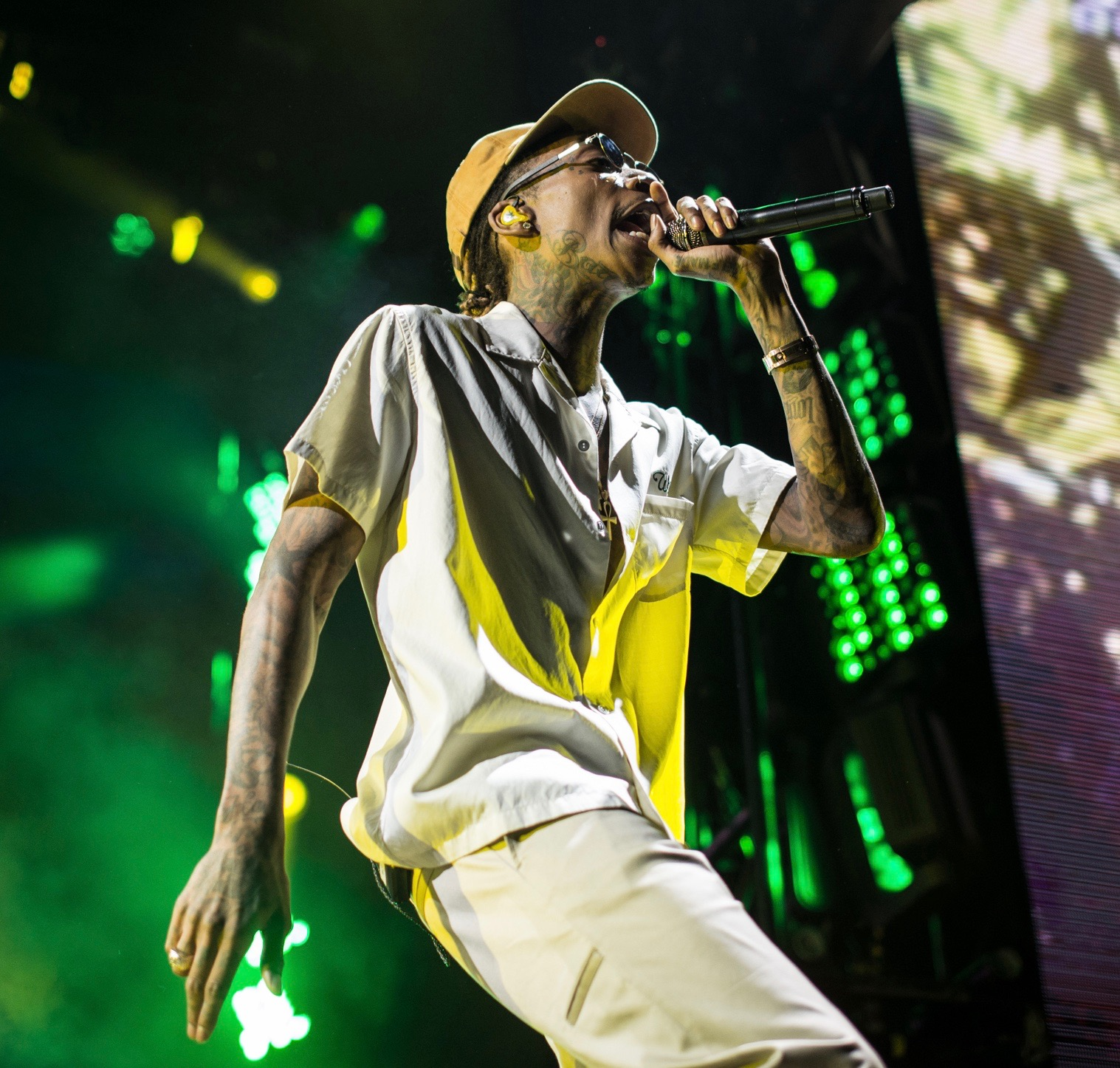
Khalifa la Toronto în 2016

## Viața personală
Khalifa a început să se întâlnească cu modelul Amber Rose la început de 2011. Cuplul s-a logodit pe 1 martie 2012 și s-a căsătorit pe 8 iulie 2013. Ei au împreună un fiu.
Pe 24 septembrie 2014, s-a anunțat că Rose va divorța pe motiv de "diferențe ireconciliabile". Începând cu 2015, Khalifa și Rose își împart custodia fiului lor.
Pittsburgh City Council a declarat 12-12-12 (12 decembrie 2012) ca fiind Ziua Wiz Khalifa în oraș. Khalifa a absolvit Liceul Taylor Allderdice din Pittsburgh și în ianuarie 2012 și-a cumpărat o casă în apropiere de Canonsburg, Pennsylvania.
Khalifa este deschis în legătură cu consumul de cannabis, și a declarat în multe interviuri că cheltuie 10.000 de dolari într-o lună pe cannabis, fumând zilnic. De la începutul lui 2014, Khalifa nu mai plătește pentru cannabis fiind sponsorizat de "The Cookie Company", un distribuitor de marijuana medicinală care vinde lanțul său, "Khalifa Kush" (KK), pe care l-a creat în parteneriat cu RiverRock Cannabis.
Pe 31 mai 2016, Khalifa a dat în judecată managerul Benjy Grinberg și Rostrum Records din cauza unui "360 deal" pe care l-a semnat și susține că e incorect. Khalifa cere 1 million de dolari despagubire. El și Grinberg s-au despărțit după 10 ani de parteneriat.

## Discografie
- Show and Prove (2006)
- Deal or No Deal (2009)
- Rolling Papers (2011)
- Mac & Devin Go to High School (cu Snoop Dogg) (2011)
- O.N.I.F.C. (2012)
- Blacc Hollywood (2014)
- Khalifa (2016)
- Rolling Papers 2 (2016)
- Laugh now , Fly later (2017)

## Filmografie

### Film
- Gangs of Roses 2: Next Generation (2012) - Timmy
- Mac & Devin Go to High School (2012) - Devin
- High School 2 (TBA) - Devin

### Televiziune
- Master of the Mix (2012) - Special Guest Star; episod: Final Challenge
- Punk'd (2012) - Sezonul 9, episodul 12
- This Is How I Made It (2012) - Sezonul 1, episodul 9
- Ridiculousness (2012) - Sezonul 2, episodul 11